# Welfenfonds
Als Welfenfonds bezeichnet man das durch Preußen in Folge der Annexion des Königreichs Hannover im Deutschen Krieg 1866 beschlagnahmte Vermögen des Königshauses Hannover, welches einen Wert von 16 Millionen Vereinstalern aufwies. Durch den Vertrag vom 29. September 1867 wurde es dem früheren König Georg V. von Hannover zugewiesen, jedoch am 2. März 1868 wieder sequestriert und durch eine besondere preußische Kommission in Hannover verwaltet und dessen Ertrag „zur Bekämpfung welfischer Umtriebe“ verwendet.

## Geschichte

### Abfindungsvertrag vom 29. September 1867
Nach der Annexion des Königreichs Hannover im Deutschen Krieg 1866 war König Georg V. von Hannover mit seiner Familie zunächst nach Österreich, später nach Paris geflohen. Bundeskanzler Otto von Bismarck befürwortete eine Übereinkunft mit dem entthronten hannoverschen König und zu diesem Zweck eine großzügig bemessene finanzielle Abfindung. In den Verhandlungen erreichten die Unterhändler Georgs, der vormalige Justizminister Ludwig Windthorst und der vormalige Finanzminister Carl Erxleben, dass der Vertrag entgegen der Wünsche Preußens keinen förmlichen Thronverzicht Georgs V. und seiner Erben enthielt. Bismarck trat dennoch für den Vertragsabschluss ein, da dieser realiter als eine Anerkennung der Annexion von 1866 ausgelegt werden konnte. Der Abfindungsvertrag vom 29. September 1867 gestand Georg V. das Eigentum an Schloss Herrenhausen und an der Domäne Calenberg sowie eine jährliche Rente zu. Die Rente bestand aus den Zinsen eines Abfindungskapitals in Höhe von 16 Millionen Thalern, das als Ausgleich für die verloren gegangenen Einnahmen aus Domänen, Waldbesitz und oberlehnsherrlichen Rechten sowie als Ersatz für Schlösser, Gärten und Grundeigentum zu verstehen war. Das mobile Inventar der königlichen Schlösser sollte Georg V. verbleiben. Außerdem übernahm der preußische Staat die Auszahlung der vom hannoverschen König zugesicherten Pensionen. Das Privatvermögen von Königin Marie, zu dem die Marienburg samt Zubehör gehörte, sowie das Eigentum des Kronprinzen Ernst August und der Prinzessinnen Friederike und Marie sollte nicht angerührt werden. Im Gegenzug zahlte Georg V. dafür hannoversche Staatsgelder in Höhe von 19 Millionen Thalern zurück, die er 1866 nach Großbritannien hatte verbringen lassen.

### Beschlagnahme
Der exilierte König, der sich mit dem Verlust seines Königreichs nicht abfinden wollte, schürte in Frankreich den Hass gegen Preußen, indem er eine Zeitung mit dem Namen „Situation“ herausgab, die die neuen Verhältnisse in Deutschland in den schärfsten Tönen angriff. Außerdem versuchte er aus hannoverschen Flüchtlingen und Offizieren die so genannte Welfenlegion aufzustellen, eine Armee, die bei einem möglichen Krieg auf französischer Seite kämpfen und sein verlorenes Königreich zurückerobern sollte. Die Welfenlegion umfasste zwar nur 700 bis 800 Mann und verkörperte keine wirkliche Gefahr für Preußen, doch allein als Symbol des welfischen Widerstands gegen die preußische Annexion stellte sie in den Augen Bismarcks eine fortwährende Bedrohung dar. Sie war nicht nur der Integration Hannovers in den preußischen Staat hinderlich, sondern bildete auch einen Störfaktor für den absehbaren nationalen Einigungskrieg.
Zusätzlich verkündete König Georg V. anlässlich seiner Silberhochzeit am 18. Februar 1868 öffentlich die baldige Wiederherstellung des Königreichs Hannover. Daraufhin fasste die preußische Regierung den Beschluss, den Abfindungsvertrag nicht in Kraft zu setzen. Per königlicher Notverordnung vom 2. März 1868 wurde das Vermögen des hannoverschen Königshauses bis auf Weiteres beschlagnahmt. Nicht die Aufrechterhaltung des Thronanspruches, sondern der Versuch seiner Realisierung veranlasste demnach die Beschlagnahme. Tatsächlich hatte dies zur Folge, dass sich die Welfenlegion auflösen musste.

### Einrichtung des Welfenfonds
Die Erträge aus dem geheimen Welfenfonds wurden für verschiedene Zwecke verwendet. Die Zinserträge sollten dazu verwendet werden, die gegen Preußen gerichteten welfischen Aktivitäten zu überwachen und abzuwehren. Zusätzlich floss noch das Geld aus dem beschlagnahmten Vermögen des Kurfürsten Friedrich Wilhelm I. von Hessen-Kassel in den Fonds ein, da dieser 1867 begonnen hatte, öffentlich gegen die Annexion seines Landes Protest einzulegen. Insgesamt summierten sich die Erträge des beschlagnahmten Kapitals auf annähernd eine Million Thaler pro Jahr. Für die Verwaltung des Vermögens wurde eine Kommission unter dem Vorsitz des jeweiligen Oberpräsidenten der preußischen Provinz Hannover eingesetzt. Da der Welfenfonds keiner parlamentarischen Kontrolle unterstand, wurden die Vermögenswerte unter großzügiger Erweiterung der Zweckbestimmungen auch für andere Vorhaben verwandt.
Seit 1879 erhielt die Witwe Georgs V., Königin Marie, nebst ihren Töchtern eine jährliche Rente von 240.000 Mark aus dem Welfenfonds ausgezahlt. Der größte Teil aber wurde vom preußischen Reichskanzler Otto von Bismarck verwendet, um sich mittels finanziellem Druck und Bestechung die Presse gefügig zu machen (siehe auch Reptilienfonds). Auch der Bayernkönig Ludwig II. erhielt unter strenger Geheimhaltung mehrere Millionen Mark in Form einer regelmäßigen jährlichen Zuwendung von 300.000 Mark für seine Schlossbauten, als Gegenleistung für den Kaiserbrief, vermittelt durch den Grafen Max von Holnstein. Nicht zuletzt diese Leibrente führte dazu, dass König Ludwig bis zu seinem Tod niemals eine Regierung unter Führung der preußenfeindlichen Bayerischen Patriotenpartei berief.
Die Konfiszierung des Welfenvermögens erregte nicht nur die Anhänger des entthronten Königshauses. Während nach dem Tod des Kurfürsten Friedrich Wilhelm I. die Beschlagnahme des hessischen Vermögens im Juli 1875 aufgehoben wurde, waren die mehrfachen Bemühungen um die Freigabe des welfischen Vermögens nach dem Tod Georgs V. 1878 bis zum Ende der Amtszeit Bismarcks erfolglos. Erst Kaiser Wilhelm II. bestimmte 1892, dass die Zinsen aus dem Welfenfonds künftig an das Oberhaupt des Hauses Hannover gezahlt werden sollten. Kronprinz Ernst August, Herzog von Cumberland hielt den Anspruch auf den Thron zwar eisern aufrecht, versicherte aber in einem Schreiben an den Kaiser, nichts gegen das Deutsche Reich unternehmen zu wollen. Endgültig beendet wurde der Streit um den Welfenfonds als frühe Fürstenenteignung aber erst – nach einem fast zehn Jahre währenden Rechtsstreit – im Jahre 1933. Das Reichsgericht sprach dem ehemaligen regierenden Herzog von Braunschweig-Lüneburg Ernst August 8 Millionen Reichsmark, das Hausgut Calenberg bei Schloss Marienburg nahe Hannover und zwei weitere landwirtschaftliche Betriebe bei Salzgitter als Entschädigung zu.
Vom Welfenfonds als Geldvermögen ist der Welfenschatz zu unterscheiden.